# 首爾大學

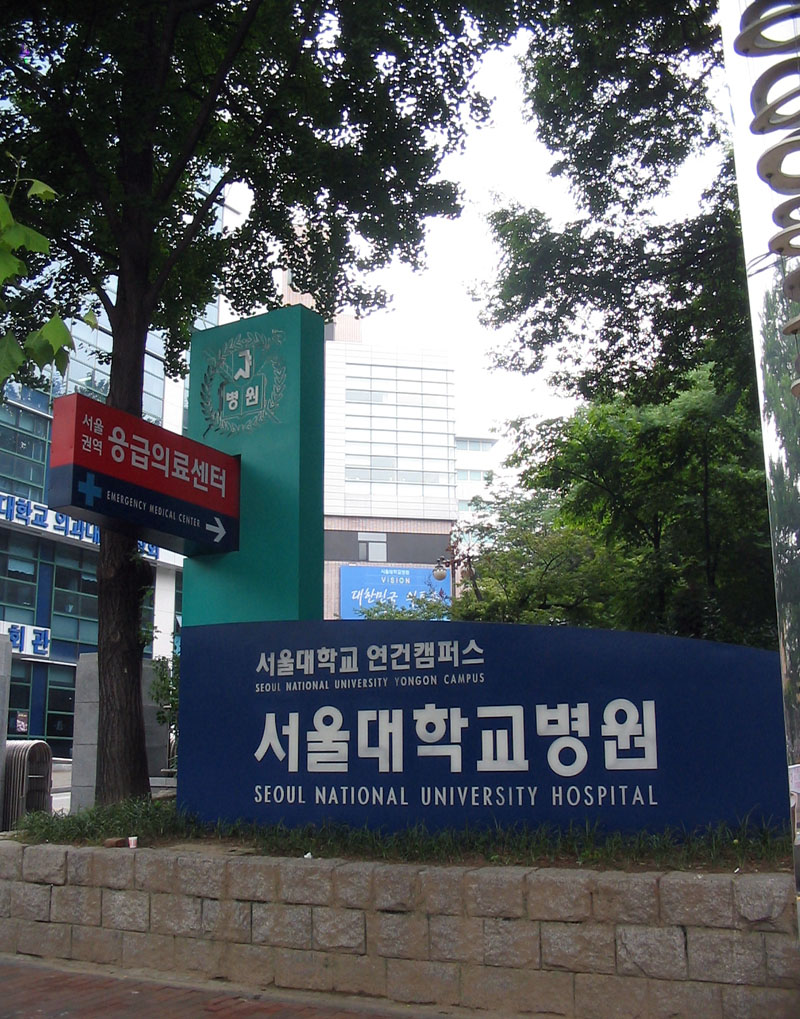
首尔大学附屬醫院

首爾大學（韩语：／ Sŏul Taehakkyo）是一所位於首爾的韓國國立旗艦大學。首爾大学（Seoul National University）与高丽大学（Korea University）和延世大学（Yonsei University）並称为韩国大学“一片天”（SKY：由三所學校的英文名稱首字合併而成），並與韓國科技院及成均館大學在各項大學排行榜上常列前五大。
首爾大學的历史可以追溯到1895年朝鮮高宗創建的京城法學專門學校（경성법학전문학교）。日占时期，京城法學專門學校与后来成立的師範、醫學等專門學校于1924年合併为京城帝國大學，为日本九所帝國大學之一。日本投降後，京城帝國大學被改制為京城大學（경성대학），后于1946年8月22日与其它教育資源整併成如今的首爾大學。

## 歷史

### 早期历史
首爾大學最早的直接前身京城法學專門學校，起源於朝鮮高宗在1895年創建的法官養成所。不久又建立了師範、醫學等專門學校。1910年，日本強行合併朝鮮半島後，於1924年創立京城帝國大學，當時簡稱“城大”，是日本九所帝國大學的第六所，也是朝鲜半島最早的近代綜合大學，設有預科、理工學部、法文學部以及醫學部。日本投降後，原京城帝國大學改名為京城大學（경성대학），並不再被認為是日本的大學，京城大學後於1946年8月22日根據駐朝鮮美軍政廳發布的第102號命令廢止。其留下的資源被拆散整併，成為其後首爾大學組成的一小部分。

### 國立首爾大學時期
在1946年10月15日，根據《關於國立首爾大學設立之法令》（國立서울大學校設立에 關한 法令）合併首都附近10間學校成立，合併的學校計有：
- 京城大學 （경성대학교，原京城帝國大學）
- 京城法學專門學校 （경성법학전문학교）
- 京城工業專門學校 （경성공업전문학교）
- 京城鑛山專門學校 （경성광산전문학교）
- 京城醫學專門學校 （경성의학전문학교）
- 水原農林專門學校 （수원농림전문학교）
- 京城經濟專門學校 （경성경제전문학교）
- 京城齒科醫學專門學校 （경성치과의학전문학교）
- 京城師範學校 （경성사범학교）
- 京城女子師範學校 （경성여자사범학교）

合組后第一任校長是美國陸軍隨軍牧師哈利·安寺替上尉。其法學院是由原京城大學法學院與京城法學專門學校（경성법학전문학교）所合併。第二任校長李春昊則在1947年10月接任。1950年9月，併入首爾藥學大學（서울약학대학）（原京城藥學專門學校），改組為藥學院。
朝鮮戰爭期間，首爾大學曾經與其他韓國的大學遷移到釜山。主校區原位於鍾路區，1975年起學校的大部分學院都遷到三星集團捐贈的冠岳區校區。鍾路區的舊校區現在仍由醫學院、牙醫學院以及護理學院所使用。

### 冠岳校區
冠岳主校區，有11間學院、兩間研究所以及27間研究機構等，位於首爾市冠岳區、漢江南岸、首爾南方郊區的冠岳山山腳，距市中心16公里，校地面積4.3平方公里。有以下系所：

| - 人文學院 - 師範學院 - 社会科學院 - 法學院 | - 經營學院 - 理學院 - 工學院 - 藥學院 | - 生活科學院 - 美術學院 - 音樂學院 - 农业与生命科學院 | - 獸醫學院 - 数据科學院 |

### 蓮建校區
位於首爾中部的鐘路區，設有醫學院、牙醫學院、護理學院、公共衛生研究所和大學醫院。有以下系所：
- 醫學院
- 牙醫學院
- 護理學院

### 平昌校區
位於江原特別自治道平昌郡，2014年6月12日設立。有以下系所：
- 國際農業技術大學院
- 綠色生物科學技術研究院
- 農生命科學大學牧場

## 历任校长
| 任        | 姓名                 | 任期                            | 备注 |
| --------- | -------------------- | ------------------------------- | --- |
| 第1任     | 哈利·安寺替          | 1946年8月22日 ~ 1947年10月24日  | 美國陸軍軍牧 |
| 第2任     | 李春昊（이춘호）     | 1947年10月25日 ~ 1948年5月12日  | |
| 第3任     | 張利郁（장이욱）     | 1948年5月13日 ~ 1949年1月3日    | - 曾任本校師範學院院長 - 第四任韓國駐美大使                                                                                               |
| 第4任     | 崔奎東（최규동）     | 1949年1月4日 ~ 1950年10月5日    | 中東高中 创办人 |
| 第5任     | 崔奎南（최규남）     | 1951年9月3日 ~ 1956年6月8日     | 第五任大韓民國文教部部長 |
| 第6任     | 尹日善（윤일선）     | 1956年7月19日 ~ 1961年9月29日   | - 曾任本校醫學系主任、醫學院院長、副校長。 - 第一任大韓民國學術院院長。                                                                   |
| 第7任     | 權重輝（권중휘）     | 1961年12月7日 ~ 1964年6月8日    | 曾任本校學生處長 |
| 第8任     | 申泰煥（신태환）     | 1964年6月24日 ~ 1965年8月26日   | 第二任大韓民國建設部部長 |
| 第9任     | 劉基天（유기천）     | 1965年8月27日 ~ 1966年11月10日  | 曾任本校法學院長、學生處長 |
| 第10任    | 崔文煥（최문환）     | 1966年11月11日 ~ 1970年11月10日 | 曾任本校商學院長 |
| 第11·12任 | 韓沁錫（한심석）     | 1970年11月11日 ~ 1975年5月26日  | - 本校第一位連任校長 - 曾任本校醫學院長、副校長、首爾大學醫院院長                                                                         |
| 第13任    | 尹天柱（윤천주）     | 1975年5月27日 ~ 1979年5月26日   | - 第15任大韓民國文教部部長 - 民主共和黨秘書長暨第7屆大韓民國國會議員                                                                      |
| 第14任    | 高柄翊（고병익）     | 1979年5月27日 ~ 1980年6月29日   | - 曾任本校文理學院院長 - 大韓民國廣播通訊委員會主委                                                                                       |
| 第15任    | 权彛赫（권이혁）     | 1980年6月30日 ~ 1983年10月14日  | - 曾任本校醫學院院長、首爾大學醫院院長、保健研究所長 - 第26任大韓民國文教部部長 - 第22任大韓民國保健社會部部長 - 第三任大韓民國環境處處長 |
| 第16任    | 李宪宰（이현재）     | 1983年10月27日 ~ 1985年7月20日  | - 曾任本校社會科學院長、副校長 - 第20任大韓民國國務總理                                                                                   |
| 第17任    | 朴奉植（박봉식）     | 1985年7月22日 ~ 1987年8月13日   | - 國家保衛立法會議委員 - 聯合國教科文組織韓國委員會秘書長                                                                                 |
| 第18任    | 趙完圭（조완규）     | 1987年8月14日 ~ 1991年8月13日   | - 曾任本校自然科學院長、副校長 - 第32任大韓民國教育部部長                                                                                 |
| 第19任    | 金鍾云               | 1991年8月14日 ~ 1995年2月28日   | - 民主化後第一位由教授直選校長 - 曾任本校人文學院院長、規劃處長                                                                           |
| 第20任    | 李壽成               | 1995年3月1日 ~ 1995年12月1日    | - 曾任本校法學院長、學生處長 - 第29任大韓民國國務總理 - 第17任大韓民國總統選舉參選人                                                      |
| 第21任    | 鲜于仲皓（선우중호） | 1996年2月12日 ~ 1998年8月31日   | 曾任本校工學院長、中央圖書館長、副校長 |
| 第22任    | 李基俊（이기준）     | 1998年11月11日 ~ 2002年5月9日   | - 曾任本校工學院長 - LG集團外部董事 - 第五任大韓民國副總理兼敎育人的資源部部長                                                            |
| 第23任    | 鄭雲燦（정운찬）     | 2002年7月20日 ~ 2006年7月19日   | - 曾任本校社會科學院長 - 第40任大韓民國國務總理                                                                                           |
| 第24任    | 李長茂（이장무）     | 2006年7月20日 ~ 2010年7月19日   | - 曾任本校工學院長 - 韓國科學技術院理事長                                                                                                 |
| 第25任    | 吳然天（오연천）     | 2010年7月20日 ~ 2014年7月19日   | - 曾任本校行政學院院長 - 大韓民國企劃財政部公企業先進化特別委員會委員長                                                                   |
| 第26任    | 成樂寅（성낙인）     | 2014年7月20日 ~                 | - 本校法人化後第一位間接選舉校長 - 曾任本校法學院長 - 大韓民國行政安全部第八任警察委員會委員長                                            |
| 第27任    | 程羅仁(정나인)       | 2015年~2018年                   | - 曾任本校法學院教授 |
| 第28任    | 吳世正(오세정)       | 2019年2月20日~                  | ＊曾任本校自然科學院物理天文學科教授 |

## 學生與校友
首爾大學有大約23,000的大學部學生以及大約9,000研究所學生。 截至2001年，首爾大學有大約228,000畢業生。 著名校友有：
- 尹錫悅（法學系畢業） - 韓國第20任總統
- 金泳三（人文學部哲學系畢業） - 韓國第14任總統
- 金鍾泌（師範學部畢業） - 韓國第11、31任國務總理
- 李漢東（法學系畢業） - 韓國第33任國務總理
- 高建（政治系畢業） - 韓國第35任國務總理
- 李海瓚（社會系畢業） - 韓國第36任國務總理
- 鄭雲燦（經濟學系畢業） - 韓國第40任國務總理
- 鄭東泳（經濟學系畢業） - 國會議員、韓國統一部部長
- 鄭夢準（經濟學系畢業） - 國會議員、現代重工業社長、國際足聯副會長
- 劉承旼（經濟學系畢業） - 國會議員
- 潘基文（外交系畢業） - 韓國外交通商部部長、第8任聯合國秘書長
- 羅鐘一（政治學系畢業） - 韓國駐日大使
- 黃禹錫（獸醫學部畢業） - 首爾大學教授
- 李鍾元（工學部中退） - 政治學者、立教大學法學部教授
- 李順載（哲學系畢業） - 男演員
- 鄭進永（韓國語言文學系畢業） - 男演員
- 甘宇成（東洋美術系畢業） - 男演員
- 金楨勳（牙科醫學系轉學） - 男演員
- 李相侖（物理系畢業）- 男演員
- 金昌完（農學系畢業） - 歌手、男演員
- 李秀滿（農業機械系畢業） — 男歌手、製作人、SM Entertainment 創始人
- 柳熙烈（作曲系畢業） - 歌手、主持人
- 李笛（社會學系畢業） - 歌手
- 張基河（社會學系畢業） - 歌手
- Beenzino（雕塑系在讀） - 歌手
- Verbal Jint（經濟學畢業） - 歌手
- 金鎮滿（人類學畢業） - 紫雨林貝斯手
- 金泰希（衣類學系畢業） - 女演員
- 李荷妮（國樂系學士、碩士畢業） - 女演員
- 池週娟（言論情報學系畢業） - 女演員
- 房時赫（藝術系畢業）－音樂製作人、Big Hit娛樂創始人
- 李詩媛（經營學士、進化心理學碩士畢業） - 女演員

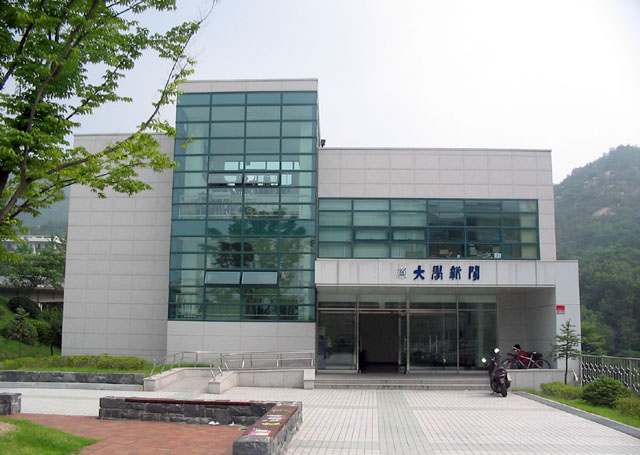
首爾大學「大學新聞社」

- 崔星俊（體育教育系畢業）- 男演員
- 河道權（聲樂系畢業）- 男演員
- 金義聖（經營學系畢業）- 男演員
- 申元浩（化學工程系畢業）- 導演
- 張太侑（產業設計系畢業）- 導演
- 金建希（工商管理碩士）- 大韓民國第一夫人
- 李在鎔（東亞史學系）- 現任三星集團會長

## 大學排名

### QS世界大学排名
2023年
- 世界大學排名：世界第29位。
- 亞洲大學排名：亞洲第9位。

### 泰晤士高等教育世界大学排名
2021年
- 世界大學排名：世界第60位。
- 亞洲大學排名：亞洲第9位。
- 世界大學聲譽：世界第47位。

### 軟科世界大学学术排名
2020年
- 世界第101至150區間。

## 交通

### 校本部
- 高速公路：江南繞城高速(首爾特別市道94號線/首爾都市高速公路7號線)冠岳交流道→冠岳路(首爾大路口方向)→本校
- 鐵路：●首爾地鐵2號線 首爾大學站2號出口步行約25分鐘。
- 公車：
  - 幹線: 501(首爾大學-鍾路2街), 506(西林2洞車庫地-乙支路大入口站), 651(首爾大學-傍花洞), 750A(首爾大學-德隱洞), 750B(首爾大學-恩平車庫地)
  - 支線: 5511, 5513, 5515, 5516, 5517, 5528, 6511, 6512, 6513, 6514, 6515, 6541, 8541
  - 快捷巴士：8507(韓國高速鐵道光明站-舍堂站)
  - 機場巴士: 6003(首爾大學-仁川國際機場)

### 蓮建校區
- 鐵路：●首都圈电铁4号线惠化站3號出口
- 公車：
  - 幹線: N16(道峰-溫水洞)、100(下溪洞-龍山區廳)、102(상계주공7단지-東大門)、104(江北區廳-首爾站)、106(鍾路五街-議政府)、107(鍾路五街-民樂洞)、108(東大門-德亭洞)、109(牛耳洞-KT光化門支社)、140(道峰山站-AT中心)、143(貞陵-開浦中學)、150(道峰山站-始興大橋)、151(牛耳洞-中央大學)、160(道峰山站-溫水洞)、162(貞陵-汝矣島)、171(國民大學-世界盃公寓七期)、172(下溪洞-上岩DMC)、272(面牧洞-明知大學四街口第一銀行前)、273(中浪-弘益大學)、301(惠化洞-長旨)、601(惠化站-傍花洞)、710(上岩洞-水踰站)
  - 支線: 2112、鍾路07、鍾路08、鍾路12
  - 機場巴士: 6011（月溪洞大宇公寓-仁川國際機場）

### 平昌校區
- 鐵路：京江線平昌站
- 公車：7(平昌高速巴士站-長平轉運站)、8(長平轉運站-平昌高速巴士站)、10(平昌高速巴士站-長平轉運站)、11(平昌高速巴士站-長平轉運站)、37(長平轉運站-長平轉運站)、38(長平轉運站-長平轉運站)、39(長平轉運站-長平轉運站)

## 參看
- 韓國大學列表

## 外部連結
- 官方网站
- 首爾國立大學英文版網站